# Leynar
Leynar [ˈlɛiːnaɹ] és un poble situat a la costa oest de l'illa de Streymoy, a les illes Fèroe. Forma part del municipi de Kvívík. L'1 de gener de 2021 tenia 119 habitants.
La localitat s'assenta al costat de la platja de Leynasandur, al vessant d'una vall de forma el riu Leynará. Aquest riu prové de les aigües del llac Leynavatn, espai on s'hi practica la pesca.
El Vágatunnilin, el túnel submarí que connecta l'illa de Vágar amb la de Streymoy per sota del Vestmannasund, té la seva boca a Leynar.
El poble apareix mencionat per primer cop en un document el 1584. Tanmateix la zona ja estava habitada anteriorment, com ho demostren les restes d'un assentament viking, trobades pels arqueòlegs.
Al poble hi ha una escola.